# Pillenknick

Bevölkerungsentwicklung in Deutschland. Der Pillenknick ist ab etwa 1965 erkennbar

Bevölkerungsentwicklung in Österreich seit 1946

Der sogenannte Pillenknick ist eine Theorie zur Erklärung des markanten Abfalls der Geburtenraten in vielen Industrienationen ab der zweiten Hälfte der 1960er Jahre. Der Knick, welcher sich in der Geburtenkurve zeigt, ist vor allem deshalb so stark, da es zuvor eine Baby-Boomer-Phase mit deutlich erhöhten Geburtenzahlen gab, eine Phase, die je nach Land zwischen 1945 und 1955 begann und in der ersten Hälfte der 1960er den Höhepunkt hatte. Da der Geburtenrückgang in etwa mit der Verbreitung der Antibabypille zusammenfällt, wurde diese Verhütungsmethode für den Geburtenrückgang verantwortlich gemacht. 
Am 23. Juni 1960 erfolgte in den USA durch die Food and Drug Administration (FDA) die offizielle Zulassung als Verhütungsmittel und am 18. August kam Enovid dort als erste Antibabypille auf den Markt. Ihre erste Antibabypille Anovlar brachte die Schering AG zuerst am 1. Januar 1961 in Australien und am 1. Juni des gleichen Jahres in Westdeutschland und West-Berlin auf den Markt.
Eine neuere Analyse bezweifelt diese These jedoch, weil der Geburtenrückgang in den USA bereits zehn Jahre früher als in Westdeutschland einsetzte und es unter anderem auch in Japan einen deutlichen Geburtenrückgang gab, wo die Pille kaum eine Rolle gespielt habe.
Seit den mittleren 1990er Jahren setzt ein neuerlicher Schub geburtenschwacher Jahrgänge ein, was neben der allgemein sinkenden Geburtenrate und zunehmendem Durchschnittsgebäralter insgesamt auch die 2. Generation des Pillenknicks darstellt.
Sichtbar wird der Pillenknick in entsprechenden Alterspyramiden.

## Debatte
Ein zwangsläufiger Zusammenhang zwischen der Verfügbarkeit der Anti-Baby-Pille und dem anschließenden Absinken der Geburtenrate unter das Selbsterhaltungsniveau wird heute zumeist verneint. Dies gilt einerseits sowohl für die Hersteller der Pille als auch für Gruppierungen, die ihrer Verwendung grundsätzlich positiv gegenüberstehen (Frauengruppierungen in den 1960er Jahren). Auch konservative Kreise sehen die Ursache für den Pillenknick weniger in der theoretischen Verfügbarkeit der Pille als vielmehr in einem Wandel der Moral, der ihre Anwendung erst denkbar gemacht habe.
Ein anderer Ansatz der Erklärung insbesondere für Deutschland ist das Fehlen bestimmter Jahrgänge in der Bevölkerung, die im Ersten und Zweiten Weltkrieg gefallen sind, sowie ein Nachholbedarf im Anschluss an den Wiederaufbau und die Wohnungsnot in den 1950er Jahren. Die erhöhten Geburtenraten der Jahre zwischen 1955 und 1965 spiegeln danach nur die erhöhten Geburtenraten in den Jahren von 1930 bis 1940 wider, da die in dieser Zeit Geborenen nun selbst Kinder bekamen:
(Keine Geburtenzahlen, sondern Zahlen aus der Volkszählung 1939)
| Jahr | Anzahl    |
| ---- | --------- |
| 1933 | 1.075.574 |
| 1934 | 1.284.254 |
| 1935 | 1.285.627 |
| 1936 | 1.303.287 |
| 1937 | 1.335.649 |
| 1938 | 1.463.935 |

Nach 1965 kamen hingegen nur die wenigen Kinder der Kriegsgeneration selbst in das Alter, Eltern zu werden. Ein weiteres Indiz für diesen Erklärungsansatz ist, dass das Sinken der Geburtenrate in der DDR früher einsetzte als in Westdeutschland, weil in der DDR das Durchschnittsalter der Mutter bei der Entbindung niedriger war als in Westdeutschland. Dabei ist zu berücksichtigen, dass die Antibabypille in der DDR erst 1965 eingeführt wurde.
Dass sich der Trend niedriger Geburtenzahlen in Deutschland bislang fortsetzt, lässt sich dagegen nicht mit der Altersstruktur erklären. Es dürfte aber außer Frage stehen, dass der Trend zu weniger Kindern schon Jahrzehnte vor der Einführung der Pille begann (zudem stiegen die Verschreibungszahlen der Antibabypille erst um 1970 deutlich an, → Vermarktung der Antibabypille) und primär gesellschaftliche Ursachen hat (wie Rentenversicherung, materielle Bedürfnisse). Zusätzlich negativ auf die Entwicklung der Geburtenrate wirkt sich aus, dass das Durchschnittsalter der Mütter in den letzten Jahrzehnten gestiegen ist (Tempo-Effekt), was mit einer leichteren Geburtenkontrolle zusammenhängen kann, aber nicht muss.
Ein weiterer Ansatz ist die Kompression und Dekompression: Pillenknick und Baby-Boom sind hierbei in gewisser Weise gekoppelt. Der Baby-Boom stellt aus dieser Perspektive eine Kompression dar, das bedeutet, nachfolgende Kohorten bekommen in der Längsschnitt-Betrachtung ihre Kinder früher als vorangegangene. Der Pillenknick hingegen ist eine De-Kompression: nachfolgende Kohorten bekommen ihre Kinder im Durchschnitt wieder später als vorangegangene.